# Phương tiên đạo
Phương tiên đạo là những người theo thần tiên phương thuật ở vùng Yên Tề hình thành vào cuối thời Chiến Quốc. Họ chủ trương "hình giải tiêu hoá, y vu quỷ thần chi sự" (hồn phách rời thể xác, chỉ lưu lại hình hài, y thác vào quỷ thần). Gọi là "phương" cũng chính là tiên phương hoặc dược phương trường sinh bất tử. Tề Uy Vương, Yên Chiêu Vương, Tần Thủy Hoàng và Hán Vũ Đế đều tin Phương tiên đạo, trước sau nhiều lần sai người đến đông hải cầu tiên sơn và tiên dược, để mong được trường sinh bất tử. Phương tiên đạo tuy không được coi là một tổ chức tôn giáo hoàn chỉnh, nhưng nó đã có nhiều đặc điểm được Đạo giáo kế thừa sau này. Họ đem phương thuật thần tiên liên hệ với học thuyết Âm Dương ngũ hành của Trâu Diễn, hình thành lí luận thần học đặc biệt, tôn Hoàng Đế làm Tổ sư, đồng thời dùng những phương thuật như hành khí, tịch cốc, từ xã, luyện đan để truyền thụ, ảnh hưởng rất sâu, làm cơ sở đa phương diện cho việc hình thành và phát triển Đạo giáo sau này đặc biệt là phái Đan đỉnh.